# Anja Jetschke
Anja Jetschke (* 1969 in Landsberg am Lech) ist eine deutsche Politikwissenschaftlerin. Sie ist seit April 2012 Professorin für Internationale Beziehungen am Institut für Politikwissenschaft der Georg-August-Universität Göttingen.

## Leben
Anja Jetschke studierte in München Politikwissenschaft und an der Freien Universität Berlin Politologie. Von 1995 bis 1999 war sie wissenschaftliche Mitarbeiterin an der Universität Konstanz und von 1997 bis 2001 promovierte sie am Political Science Department des Europäischen Hochschulinstituts (EHI) in Florenz. Von 2001 bis 2010 war sie Akademische Rätin (C1) und Habilitationsstipendiatin am Seminar für Wissenschaftliche Politik an der Universität Freiburg. 2011 übernahm sie zunächst als Akademische Direktorin die wissenschaftliche Leitung der Hamburg International Graduate School for the Study of Regional Powers und von 2012 bis 2015 den Forschungsschwerpunkt Power, Norms and Governance in International Relations am Leibniz-Institut GIGA German Institute of Global and Area Studies in Hamburg.
Sie war von 2016 bis 2018 stellvertretende Vorsitzende der Deutschen Vereinigung für Politikwissenschaft (DVPW) und vertritt die DVPW seit 2021 im Executive Committee der International Political Science Association (IPSA). Sie war von 2023 bis 2024 Vice Chair der International Political Economy Section der International Studies Association (ISA), Mitglied des Auswahlausschusses für Forschungsstipendien der Alexander-von-Humboldt-Stiftung und seit 2023 Mitglied im Scientific Committee des Swiss Network of International Studies (SNIS).

## Forschungsschwerpunkte
Anja Jetschkes Forschungsschwerpunkte liegen auf der Entstehung und den Effekten des institutionellen Designs internationaler und regionaler Organisationen sowie auf Prozessen des Politik- und Institutionentransfers zwischen internationalen Organisationen, regional insbesondere im Fokus auf Staaten des Globalen Südens. Von 2015 bis 2020 leitete sie das DFG-geförderte Projekt The Diffusion of Institutional Designs among Regional Organizations.
Ihre 2017 im Narr Francke Attempto Verlag erschienene Monografie Internationale Beziehungen gilt als Standardwerk für das Bachelor-Studium.

## Publikationen (Auswahl)
- mit Thomas Risse und Hans Peter Schmitz: Die Macht der Menschenrechte. Internationale Normen, kommunikatives Handeln und politischer Wandel in den Ländern des Südens (= Weltpolitik im 21. Jahrhundert. Band 7). Nomos, Baden-Baden 2002, ISBN 978-3-7890-7891-0.
- Human Rights and State Security: Indonesia and the Philippines (= Bert B. Lockwood (Hrsg.): Pennsylvania Studies in Human Rights). University of Pennsylvania Press, Philadelphia und Oxford 2010, ISBN 978-0-8122-4301-7.
- Do regional organizations travel? European integration, diffusion and the case of ASEAN (= Kolleg-Forschergruppe (KFG) „The Transformative Power of Europe“ (Hrsg.): Working Paper Series. Nummer 17). Freie Universität Berlin, Oktober 2010, ISSN 1868-6834. (PDF, englisch)
- mit Clara Portela: ASEAN-EU-Beziehungen: von regionaler Integrationsförderung zur Sicherheitsrelevanz? (= GIGA Focus Global. Band 12). Hamburg 2012, ISSN 1862-3581. (PDF)
- Internationale Beziehungen. Eine Einführung (= Narr Bachelor Wissen.de). Narr Francke Attempto Verlag, Tübingen 2017, ISBN 978-3-8233-6744-4.